# Liste von Wasserlösungsstollen im Oberharz
Die Liste von Wasserlösungsstollen im Oberharz ist eine Zusammenfassung von Wasserlösungsstollen in der Region mit den jeweiligen durchschlägigen Gruben.

## Liste
| Name                                        | Länge   | Bauphase          | Betriebsphase         | Geographische Lage (Mundloch)                                                      | Durchschlägige Gruben | Anmerkungen/Literatur |
| ------------------------------------------- | ------- | ----------------- | --------------------- | ---------------------------------------------------------------------------------- | --- | --- |
| 13-Lachter-Stollen                          | 8,9 km  | 1524              |                       | 51° 49′ 39″ N, 10° 16′ 46″ O                                                       | Treue, Neue Benedicte, Prinz Friedrich Ludwig, Caroline, Haus Sachsen, Rheinischer Wein, Herzog Johann Friedrich, Neue Wildemannsgrube                                                            | UNESCO-Weltkulturerbe ältestes, noch erhaltenes Bergwerk im Oberharz                                                                                        |
| 16-Lachter-Stollen                          | 3,2 km  | 1551              |                       | 51° 49′ 28″ N, 10° 18′ 0″ O                                                        | Segen Gottes, Cherubim, Haus Celle, Rheinischer Wein, Haus Sachsen, Erzengel Gabriel, Weißer Schwan, Himmelfahrt, Herzog Johann Friedrich, Samuel, Bleifeld                                       | Mundloch bereits um 1760 seit vielen Jahren nicht mehr vorhanden; im Sonnenglanz-Tal bei Wildemann begonnen                                                 |
| 19-Lachter-Stollen                          | 8,8 km  | 1535 bzw. 1551    |                       | 51° 49′ 26,1″ N, 10° 16′ 53,1″ O                                                   | Caroline, Prinzess-Elisabeth, Haus Ditfurth, Rheinischer Wein, Haus Sachsen, Ernst-August, Herzog Johann Friedrich, St. Elisabeth                                                                 | UNESCO-Weltkulturerbe |
| Edelleuter Stollen                          | 1,76 km | 1534              |                       |                                                                                    | | |
| Ernst-August-Stollen                        | 40 km   | 1851–1864         | 1864–1992             | 51° 47′ 45″ N, 10° 11′ 28″ O                                                       | Caroline, Ernst-August, Haus Sachsen, Silberne Schreibfeder, Bergwerkswohlfahrt, Ottiliae-Schacht, Silbersegener Schacht, Kaiser-Wilhelm-Schacht, Grube Lautenthals Glück, Königin-Marien-Schacht | UNESCO-Weltkulturerbe jüngster, längster und tiefster Wasserlösungsstollen des Oberharzer Bergbaus                                                          |
| Festenburger Stollen                        | 1,1 km  | vor 1569          | bis 1805              | 51° 49′ 56″ N, 10° 23′ 48″ O                                                       | Schacht Herzog Anton Ulrich, Weißer Schwan, Cronenburgs Glück | durch Tiefen Schulenberger Stollen enterbt |
| Frankenscharrn-Stollen                      | 8,5 km  | 1548              |                       | 51° 48′ 27″ N, 10° 18′ 22″ O                                                       | Weißer Schwan, Rheinischer Wein, Kaiser Carl, Caroline, Prinzess-Elisabeth, Herzog Johann Friedrich, St. Elisabeth                                                                                | Teilstrecke auch Unterer-Jesus-Anfangs-Stollen genannt |
| Fürstenstollen (Clausthal-Zellerfeld)       | 1,1 km  | 1554              |                       | Mundloch war im Tal gegenüber dem 4. Pochwerk auf dem Thurmrosenhofer Zug          | Silbersegen, Alter Segen, Sankt Johannes, Neuer Thurm Rosenhof, Alter Thurm Rosenhof, Brand Schacht, Drei Brüder                                                                                  | auch tiefer Fürstenstollen |
| Fürstenstollen (Sankt Andreasberg)          | 0,5 km  | 1600              |                       | Mundloch war am Knieberg unter Grube Felicitas                                     | Felicitas, König Ludewig, St. Andreas, St. Moritz | Mitte des 18. Jahrhunderts nur noch bis König Ludewig, restliche Strecke verbrochen                                                                         |
| Georg Wilhelmer Stollen                     |         |                   |                       |                                                                                    | | |
| Getroster Julius Stollen                    | 1,86 km | 1570              |                       | Mundloch war am Meibersberg im kleinen Stuffenthal                                 | | nach Herzog Julius benannt, 28 Lachter unter Oberer Stuffenthaler und 11 Lachter unter Frankenscharrn-Stollen                                               |
| Glücksrader Stollen                         |         |                   |                       |                                                                                    | | |
| Gnade Gotteser Stollen                      |         |                   |                       |                                                                                    | | |
| Gottes Glücker Stollen                      | 0,77 km | 1737              | vor 1854 eingestellt  | Mundloch war im Gemkenthal                                                         | Johannesschacht | (Mitte des 18. Jahrhunderts Verlängerung bis König Carl geplant, auch Königsglücker Stollen?)                                                               |
| Grumbacher Stollen                          | 2 km    | 1719–1730         |                       | 51° 51′ 3″ N, 10° 18′ 20″ O                                                        | Herzog August und Johann Friedrich, Herzog Anton Ulrich | oder Krumbacher Stollen |
| Grünhirscher Stollen                        | 10,2 km | 1582              |                       | 51° 42′ 20,4″ N, 10° 30′ 12″ O                                                     | Grube Samson, Felicitas, König Ludwig, Sankt Andreas, Catharina Neufang, Grube Wennsglückt | 7,1 km sind UNESCO-Weltkulturerbe |
| Hahnenkleer Stollen                         | 1,1 km  | 1548–1680 / 1741  | vor 1854 eingestellt  | Mundloch war im Todtenthal                                                         | Ritter St. Georg, Drei Brüder, Gnade Gottes, Glücks Hoffnung und Bescheert Glück, Theodora und Beständigkeit, Aufrichtigkeit, Herzogin Philippine Charlotte, St. Erasmus am Hahnenkley            | 1741 wieder aufgewältigt, zuvor verbrochen |
| Himmlischer Heerzug-Stollen                 | 2,3 km  | 1552 - 1688       | vor 1854 eingestellt  | Mundloch war im Hüttschenthal                                                      | Himmlisches Heer, Güldene Sonne | vom Mundloch bis Güldene Sonne durch alle Spiegelthaler Gruben getrieben, 24,5 Lachter Teufe in Güldene Sonne                                               |
| Hüttschenthaler Stollen                     | 0,46 m  | 1560              |                       |                                                                                    | Baumgarten | bereits vom Alten Mann begonnen |
| (Oberer) Jesus-Anfangs-Stollen              |         |                   | bis 1628              |                                                                                    | | noch oberhalb des Frankenscharrn-Stollens (Unterer-Jesus-Anfangs-Stollen), Ende des 18. Jahrhunderts schon lange verbrochen                                 |
| Königin Elisabether Stollen                 |         |                   |                       |                                                                                    | | |
| Langer Stollen                              | 0,8 km  | 1588              | 1612–1732             | Mundloch war im Papagegen Thal im Communion Forst                                  | Haus Herzberger Fundgrube | etwa 1681 durchschlägig mit Frankenscharrn-Stollen, der 26 Lachter tiefer lag                                                                               |
| Laubhütter Stollen                          | 1,7 km  | 1686–1719         | nie in Betrieb        | 51° 47′ 51″ N, 10° 14′ 10″ O                                                       | keine Gruben erreicht | bereits vom Alten Mann begonnen, ab 1686 verlängert; System aus höherem (1705–1717) und diesem Stollen zwecks Bewetterung                                   |
| Lautenthaler Hoffnungsstollen               | 4 km    | 1746 - 1799       | 1799–1910             | 51° 51′ 41″ N, 10° 18′ 24″ O                                                       | vor allem Gruben des Bockswieser Reviers | versorgt Lautenthal seit 1970 mit Trinkwasser |
| Lauterberger Stollen                        |         | 1696              |                       | Mundloch war beim Lutterfluß                                                       | Kupferrose | Name unbekannt, einzige Funktion Wasserlösung Grube Kupferrose                                                                                              |
| Magdeburger Stollen                         |         | 1528              |                       | Mundloch war bei Bad Grund (Zeche)                                                 | | |
| Oberer Stubenthaler Stollen                 | 1,4 km  | 1561              | vor 1763 verbrochen   | Mundloch war unter dem Hause Sachsen am Berge nach der Innerste                    | Haus Sachsen, Erzengel Gabriel, St. Johannes Enthauptung, Prophet Samuel, Augustusburg, Bleifelder Fundgrube                                                                                      | auch Oberer Stuffenthaler Stollen oder Haus Sachsen Stollen                                                                                                 |
| Oberer wunderbarlicher Heinzenstollen       |         | 1555              |                       |                                                                                    | | eventuell gehörte der Stollen zur Grube Wunderlicher Heinz (1532–1542 aufgefahren) in Wildemann                                                             |
| Oderstollen                                 |         |                   |                       |                                                                                    | | |
| Rabenstollen                                | 2,5 km  | 1570 bzw. 1573    |                       | Mundloch war im Rabenthal beim Hüttengraben (Mandelpochwerk)                       | Silbersegen, Alter Segen, Sankt Johannes, Neuer Thurm Rosenhof, Alter Thurm Rosenhof, Brand Schacht, Drei Brüder                                                                                  | 10 Lachter tiefer als Fürstenstollen (CZ) |
| Sankt Annen Stollen                         | 0,5 km  | 1550–1606         | 1550–1570 / 1662–1673 |                                                                                    | Redensglück, Jacobs Glück, Wennsglückt | früher auch St. Heinrichs Stollen, 20 Lachter über St. Jacobsglücker Stollen                                                                                |
| Schatzkammerstollen                         | 0,2 km  | 1570              | vor 1700 eingestellt  | Mundloch war an der großen Oker gegenüber Schützenhaus                             | | auch Alter Schatzkammerstollen, in Verbindung mit Grube Schatzkammer aufgefahren                                                                            |
| Schulthaler Stollen                         | 0,9 km  | 1718              | vor 1854 eingestellt  | Mundloch war im Schulthale in der Nähe der Mühle                                   | Kaysercrone, Silberlilie, Altenauer Glück | Mithilfe eines Lichtlochs 1738 mit Strecke der Grube Silberlilie durchschlägig                                                                              |
| Seegen Gotteser Stollen                     | 0,6 km  | 1727              | bis 1741              | Mundloch war am Gewehr der Oker zum Hüttengraben                                   | | bei Erscheinen der Quelle temporär eingestellt, da man erst die Gangerkundung bei der Grube Löwenburg abwartete                                             |
| Sieberstollen                               | 13,1 km | 1716              |                       | 51° 42′ 5,5″ N, 10° 28′ 59″ O                                                      | Grube Samson, Prinz Maximilian, Fünf Bücher Moses, Felicitas, Gnade Gottes, Catharina Neufang, Grube Wennsglückt                                                                                  | 11,7 km sind UNESCO-Weltkulturerbe |
| Spötterstollen                              | 1,28 km | 1536              |                       | Mundloch war am Keilberg                                                           | König Ludewig, Gnade Gottes, Samson, Catharina Neufang | |
| St. Jacobsglücker Stollen                   | 1 km    | 1534              |                       | Mundloch war am Fuß des Beerberges                                                 | Reichen Trost, St. Margaretha, St. Jacob, St. Burchard, St. Johann, St. Georgen, Weinstock | befand sich auf dem Jacobs Glücker und Weinstocker Gange, ein Flügelort auf dem Reichen Troster Gange (diese Teilstrecke hieß früher Wahrleichnams Stollen) |
| St. Johannes Stollen (Clausthal-Zellerfeld) | 1,6 km  | 1554 bzw. 1563    | bis 1628              | Mundloch war im Bereich Zellbach/Eulenspiegeler Teich                              | Silberkrone, Kron Calenberg, Fortuna | noch oberhalb des Frankenscharrn-Stollens, war in den letzten Betriebsjahren bereits fast vollständig verbrochen und das Mundloch nicht mehr auffindbar     |
| St. Johannes Stollen (Sankt Andreasberg)    | 1,1 km  | 1529              |                       | Mundloch war im Bereich Wäschgrund, Dambach unter St. Andreascreutzer Tagesschacht | St. Jacobsglück, Morgenröthe, Silberner Bär, Weinstock | 13 Lachter unter St. Jacobsglücker Stollen |
| Tiefer Georg-Stollen                        | 25,9 km | 1777–1799         | ab 1799               | 51° 48′ 17″ N, 10° 14′ 7″ O                                                        | Caroline, Haus Sachsen, Bergwerkswohlfahrt, St. Lorenzer Schacht, Schacht Samuel, Spiegelthaler Hoffnungsschacht, Herzog-Georg-Wilhelm-Schacht                                                    | 18,5 km sind UNESCO-Weltkulturerbe |
| Tiefer Sachsen Stollen                      | 1,3 km  | 1549–1612         | 1612–1650 / 1681–1880 | Mundloch war gegenüber Zechenhaus am Creutzberg                                    | St. Thomas, St. Jacob, Lautenthals Glück | ab 1681 nach Wiederaufnahme des Bergbaus bei Lautenthal wurden 700 m zwischen St. Thomas und St. Jacob wieder aufgewältigt                                  |
| Tiefer Schatzkammerstollen                  | 1,8 km  | 1739–1750         | 1750                  | 51° 48′ 21″ N, 10° 26′ 19″ O                                                       | Schatzkammer | auch Neuer Schatzkammerstollen |
| Tiefer Schulenberger Stollen                | 2,9 km  | vor 1600, ab 1710 |                       | 51° 49′ 33″ N, 10° 25′ 25″ O                                                       | Weißer Schwan, Grube Glücksrad, Neue Gelbe Lilie, Grube St. Urban, Grube Gnade Gottes, Cronenburgs Glück                                                                                          | |